# أنا أيضا ماعز أليف
انا ايضا ماعز أليف (I, Pet Goat II) هو فيلم رسوم متحركة قصير كندي عام 2012، من تأليف وإخراج وتحرير لويس ليفبفر. يعرض الفيلم تعليقًا على المجتمع والسياسة الأمريكية، وخاصة جداول أعمال الرئيسين جورج بوش وباراك أوباما، مع تلميحات إلى لاهوت الكتاب المقدس وصور الديانة الفرعونية المصرية في بيئة ما بعد نهاية العالم، العنوان عبارة عن إشارة إلى الماعز الأليف The Pet Goat (يشار إليها غالبًا باسم My Pet Goat)، وهو كتاب الأطفال في مدرسة إيما بوكر في ساراسوتا بولاية فلوريدا، والذي قرأه الرئيس بوش في وقت هجمات 11 سبتمبر التي انتهت بالقول "المزيد قادم "(more to come)". يُعرف الفيلم باستخدامه القوي للرموز الخفية وتلميحات نظرية المؤامرة.

## خفايا ورموز
في محتوى الفيلم بعض الرموز التي بعض الأحيان يصعب حلها، أو لأنها إن صح التعبير تتوافق على أحداث العالم والشرق الأوسط خاصةً من حروب وتدمير وإبادة.
ملخص الكارتون عبارة عن تنبؤات حصلت قبلًا وستحصل بالمستقبل، يبدأ الفيلم بماعز محبوس ظاهر على الشاشة ومكتوب على رأسه RQ (المقصود:الماعز مقصود به البشر وال RQ يشير إلى برمجته) يظهر في الفيلم أن الشيطان يتحكم بأموال العالم، ورؤساء أميركا يحركهم ويختارهم الشيطان، ويظهر أسامة بن لادن وعليه شعار الاستخبارات الأمريكية ال (سي آي أي) أو ما تعرف بالإنجليزية (CIA)، والتلفاز والبرامج التي تغسل عقول عامة الناس وتعليمهم على المخدرات وحبوب الهلوسة ليصبحوا لاحقا من اتباع الدجال، ويظهر إخفاق البورصة والسوق العالمي، وثلاث طائرات على شكل حرف A تقصف مسجدًا (مسجد النور بنيوزيلندا) وقد يكون المقصود بحرف الA أستراليا (بالإنجليزية:Australia)، وتظهر أيضًا امرأة شامية ترتدي عباءة سوداء ومرسوم على وجهها دائرة تبكي على طفلها الميت في حضنها وورائها يظهر انفجار نووي (انفجار بيروت)، وطفل أفريقي بيده بندقية، وشخص يغرق بالمفاعل النووي ويحمل مطرقة ومنجل كشعار للاتحاد السوفيتي (روسيا حاليًا) مما قد يشير إلى خسارة روسيا الحرب الروسية الأوكرانية، ودبابات تتحرك للهجوم وفتاة تعترض طريقهم وتلوح بالراية البيضاء، المقصود به الصين تنادي بالسلام، وتظهر (كالي) إله الدمار في الهند، وتنبأ الفيلم في النهاية بانفجارات نووية وغيمة على شكل عقرب، وأيضًا تنبأ بظهور الدجال الذي كان يوجد ملايين البشر يعملون على خروجه وهدم الأهرامات في نهايته.

## جوائز
فازI, Pet Goat II  بالجوائز التالية:
- Ocelot Robot Film Festival 2012 - أفضل فيلم قصير
- فوبيز (Fubiz) - أفضل أغاني 2012 (14 من 100)
- مستقبل الرسوم المتحركة - The Short of the Week Award
- المهرجان الدولي الرابع لأفلام الرسوم المتحركة القصير "Ciné court animé" (روان) - إبداع ثلاثي الأبعاد لأفضل فيلم 4th International Animated Short Film Festival "Ciné court animé" (Roanne) - 3D Movie Creation Best Film Distinction
- مهرجان (Bitfilm) - جائزة الأفلام ثلاثية الأبعاد
- مهرجان تورنتو للفنون المتحركة الدولي
- مهرجان الأفلام القصيرة القصيرة وآسيا 2013
- مهرجان غرناطة السينمائي القصير العشرين - مسابقة دولية.

## الروابط الخارجية
- أنا الماعز الأليف على موقع IMDb (الإنجليزية)
- أنا الماعز الأليف على موقع فيلمافينيتي (الإسبانية)
- أنا الماعز الأليف على موقع قاعدة بيانات الفيلم (الإنجليزية)
- أنا الماعز الأليف على موقع ليتربوكسد (الإنجليزية)
- أنا الماعز الأليف على موقع كينوبويسك (الروسية)

- الموقع الرسمي
- I, Pet Goat II  في قاعدة بيانات الأفلام على الإنترنت (بالإنجليزية)